# Privreda Ekvadora
Privreda Ekvadora je bazirana na izvozu nafte (ali Ekvador uvozi benzin, jer ne poseduju dovoljan broj rafinerija za preradu nafte, 1 galon iznosi 1.15$). Zemlja izvozi cveće, kakao (za koji tvrde da je najbolji na svetu - i zaista ima specifičan ukus), paradajz, škampe, banane i šećernu trsku.
I pored činjenice da su bogati prirodnim resursima žitelji ove zemlje žive veoma teško. Klasne razlike su veoma vidljive i veliki postotak stanovnštva (50%) živi na ivici egzistencije, 30% čini srednju klasu, a 20% stanovništva je veoma bogato.
Ono što je karakteristično za Ekvador a samim tim i za razvoj njegove privrede je to da je razvijeniji na obali Tihog okeana (regija oko lučkog grda Gvajakila) i u centralnom delu na Andima, dok je Amazonija gotovo nenaseljena.
Godine 2000. Ekvador je imao krizu koja je dovela do uvođenja američkog dolara kao državne monete umesto ekvadorskog sucrea. Dolaskom do stabilizcije monetarnog sistema stanovnici Ekvadora su najveći deo svoje zarade ali i ušteđevine počeli masovno da troše na kupovinu novih automobila i tehnike.
Socijalni program za ugroženo stanovništvo obezbeđuje 30$ mesečne pomoći i besplatne beneficije u državnim bolnicama i institucijama.